# 康伯斯威爾大學

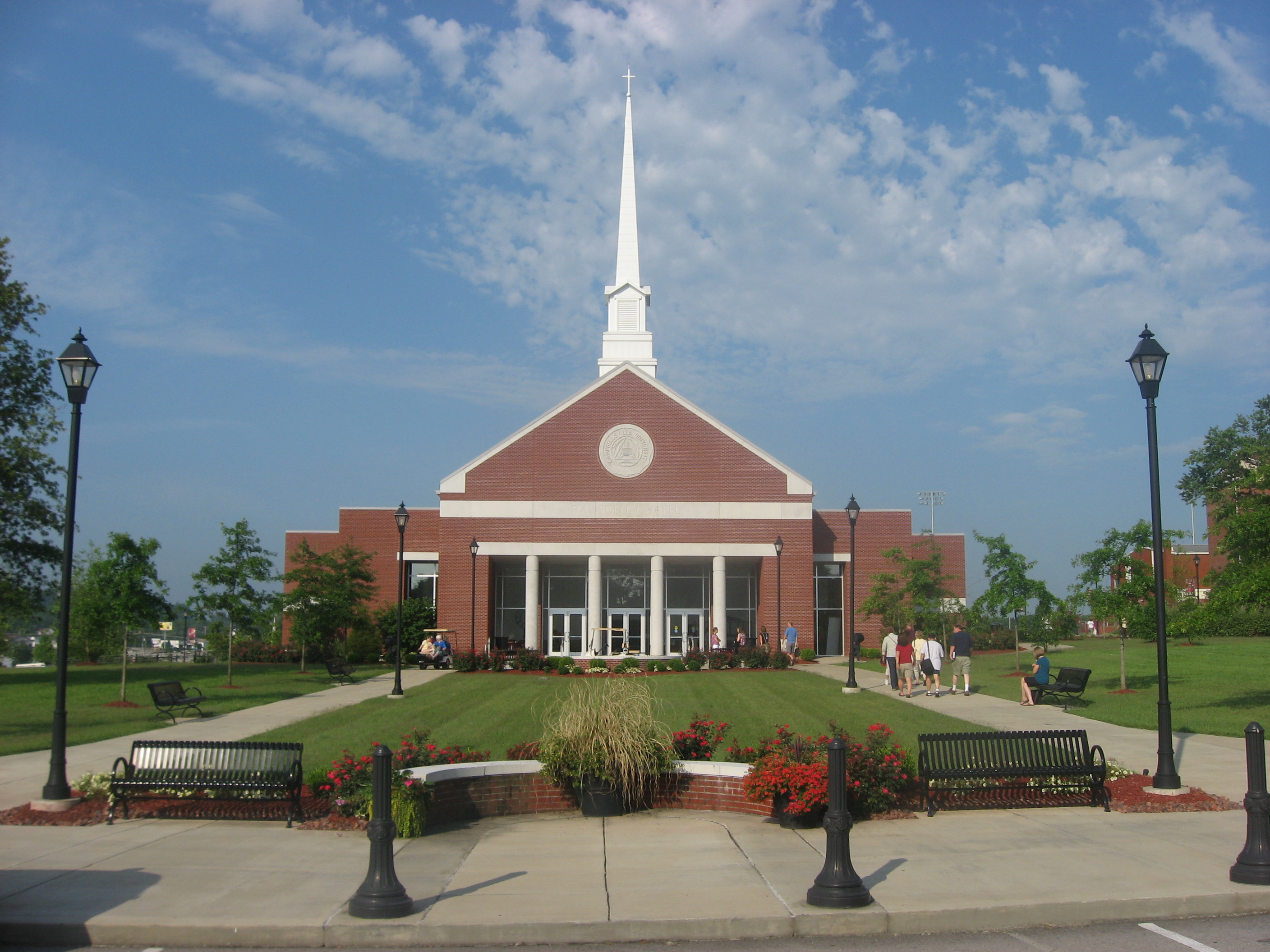
Ransdell Chapel

康伯斯威爾大學（Campbellsville University），或譯坎贝尔斯威尔大学，是位于美国肯塔基州坎贝尔斯威尔的一所私立大学，1908年由浸信会成立，1996年獲大學資格。2019年在《美國新聞與世界報道》南部地區大學排名中排在107-141之間。

## 外部連接s
- 官方网站
- Campbellsville Athletics website （页面存档备份，存于）